# Eunice medicina
Eunice medicina är en ringmaskart som beskrevs av Moore 1903. Eunice medicina ingår i släktet Eunice och familjen Eunicidae. Inga underarter finns listade i Catalogue of Life.